# 白蛇2：青蛇劫起
《白蛇2：青蛇劫起》是2021年中国大陆IMAX3D动画电影，导演黄家康，主要配音员唐小喜、张福正、魏超、赵铭洲、郑小璞、马程、宋旭晨。前集是《白蛇：缘起》。
续集《白蛇：浮生》定於2024年推出。

## 剧情
该片讲述了白蛇为了救许仙水漫金山，遭到法海施法镇压在雷峰塔，小青则误入了修罗城幻境，遭遇到一名蒙面少年，两人一起在幻境中成长的故事。

## 配音员
- 唐小喜 配音 小青
- 歪歪 配音 蒙面人
- 魏超 配音 司马
- 赵铭洲 配音 牛头帮主
- 郑小璞 配音 宝青坊主
- 马程 配音 宝青坊主
- 宋旭晨 配音 法海
- 邱秋 配音 孙姐
- 张凯 配音 二当家
- 徐佳琦 配音 三当家
- 关帅 配音 四当家
- 张碧玉 配音 蜘蛛精
- 张喆 配音 小白
- 杨天翔 配音 许仙
- 宝木中阳 配音 肌肉男
- 林强 配音 书生

## 制作
该片由《白蛇：缘起》原班人马制作。

## 音乐
| 曲序 | 曲目               |             | 作曲   | 编曲             | 演唱   |
| ---- | ------------------ | ----------- | ------ | ---------------- | ------ |
| 1.   | 问花（主题曲）     | 大毛 / 韩乐 | 郭好为 | 郭好为 / 张硕Ric | 周深   |
| 2.   | 流光飛舞（推廣曲） | 黃霑        | 黃霑   | 錢雷             | 劉惜君 |

## 上映
2021年7月23日，《白蛇2：青蛇劫起》在中国大陆上映。7月26日，票房破2亿。8月17日，总票房破5亿。

## 奖项
| 年份 | 颁奖典礼                                       | 奖项         | 结果 |
| ---- | ---------------------------------------------- | ------------ | ---- |
| 2021 | 第34届中国电影金鸡奖                           | 最佳美术片   | 獲獎 |
| 2022 | 国家版权交易中心联席会议2021十大年度国家IP评选 | 动漫赛道大奖 | 獲獎 |